# RJ Luis Jr.
Reggie Jason "RJ" Luis Jr. (Miami, Florida, 27 de noviembre de 2002) es un baloncestista estadounidense que pertenece a la plantilla de los Boston Celtics de la NBA, con un contrato dual que le permite jugar además en los Maine Celtics de la G League. Con 1,98 metros de estatura, juega en la posición de escolta o alero. 

## Trayectoria deportiva

### Universidad
Jugó una temporada con los Minutemen de la Universidad de Massachusetts Amherst, en las que promedió 11,5 puntos, 4,6 rebotes, 1,3 asistencias y 1,1 robos de balón por partido. Fue incluido en el mejor quinteto freshman de la Atlantic 10 Conference. Al término de la temporada decidió entrar en el portal de transferencias de la NCAA.
Fue transferido a los Red Storm de la Universidad St. John's, donde jugó dos temporadas más, en las que promedió 15,3 puntos, 6,1 rebotes, 1,6 asistencias y 1,3 robos de balón por encuentro. Al término de la segunda temporada fue elegido Jugador del Año de la Big East Conference, galardonado con el Premio Haggerty al al mejor baloncestista universitario del área metropolitana de Nueva York, e incluido en el segundo equipo All-American consensuado.
El 29 de marzo de 2025 se declaró elegible para el Draft de la NBA.

#### Estadísticas
| Año     | Equipo     | PJ | PT | MPP  | %TC  | %3P  | %TL  | RPP | APP | ROB | TPP | PPP  |
| ------- | ---------- | -- | -- | ---- | ---- | ---- | ---- | --- | --- | --- | --- | ---- |
| 2022–23 | UMass      | 27 | 10 | 22.7 | .455 | .348 | .789 | 4.6 | 1.3 | 1.1 | .3  | 11.5 |
| 2023–24 | St. John's | 23 | 10 | 21.0 | .422 | .200 | .750 | 4.6 | 1.0 | 1.2 | .3  | 10.9 |
| 2024–25 | St. John's | 35 | 32 | 31.8 | .439 | .336 | .747 | 7.2 | 2.0 | 1.4 | .6  | 18.2 |
| Total   | Total      | 85 | 52 | 26.0 | .439 | .314 | .759 | 5.6 | 1.5 | 1.3 | .4  | 14.1 |

### Profesional
Tras no ser elegido en el Draft de la NBA de 2025, el 26 de junio firmó un contrato dual con los Utah Jazz. El 6 de agosto fue traspasado junto con una excepción comercial de 8 millones de dólares a los Boston Celtics a cambio de Georges Niang y dos futuras selecciones de segunda ronda del draft, y acabó firmando un nuevo contrato dual.

## Vida personal
RJ es hijo del dominicano Reggie Charles y de la ecuatoriana Verónica Luis.